# Fernando García Morcillo
Fernando García Morcillo (Valdemoro, 25 de febrero de 1916 - Madrid, 10 de diciembre de 2002) fue un compositor, director, arreglista e intérprete. Sus obras más conocidas son los boleros María Dolores, Viajera, Santa Cruz y Malvarrosa, El dedo gordo del pie, La tuna compostelana y Mi vaca lechera, especialmente esta última, que ha pasado a formar parte del cancionero popular de habla hispana.

## Biografía
Miembro de una familia de músicos (de padre de Villanueva de la Serena y de madre de Don Benito), cursó estudios de solfeo, piano, trombón, violín, armonía, composición y dirección de orquesta en la Academia de San Miguel y en el Real Conservatorio de Música de Madrid, aunque fue completando su formación abriéndose a estilos como el jazz, el bolero, la copla o el boogie. En la década de 1940 fue director de varias orquestas, así como el director de varios programas musicales en directo en Radio Nacional de España y Radio Madrid. También fue durante nueve años director de la casa de discos RCA.
En 1942 comienza a dedicarse a la comedia musical y la revista, obteniendo grandes éxitos con obras como "Dos millones para dos", "Zafarrancho", "Oriente y accidente", "Metidos en harina", o "Aquí Leganés" o "La señora es el señor". Desde los años 50 comienza a dedicarse a componer para el cine, siendo autor de más de 60 composiciones, trabajando en multitud de ocasiones con el director Jesús Franco. También fue arreglista del disco Forgesound, de Jesús Munárriz y Luis Eduardo Aute.
Artistas como María Dolores Pradera, Lolita Garrido, Sara Montiel, Frank Sinatra, Jorge Sepúlveda, Lucho Gatica, Gloria Lasso o Carmen Sevilla fueron algunos de los intérpretes más destacados de sus obras.
Compuso «Algo prodigioso», canción que interpretó José Guardiola al representar a España en el Festival de la Canción de Eurovisión de 1963 en Londres.